# Drepanocentron citrangada
Drepanocentron citrangada är en nattsländeart som beskrevs av Schmid 1982. Drepanocentron citrangada ingår i släktet Drepanocentron och familjen Xiphocentronidae. Inga underarter finns listade i Catalogue of Life.